# Kelly Reilly
Jessica Kelly Siobhán Reilly (Londen, 18 juli 1977) is een Engels actrice. Ze speelde onder meer de rol van detective Anna Travis in de Britse politieserie Above Suspicion.

## Biografie
Reilly werd geboren in Londen, maar groeide op in Chessington. Haar vader werkte als politieagent en haar moeder werkte in het Kingston-ziekenhuis. Ze ging naar de meisjesschool (Tolworth Girls' School) in Surbiton.
Reilly trouwde in 2012 met investeerder Kyle Baugher.

## Carrière
Op 17-jarige leeftijd maakte ze haar professionele debuut in een aflevering van Prime Suspect, waar ze naast Helen Mirren acteerde. Later speelde ze de jongere versie van Helen Mirrens personage in de flashback-scènes in de film Last Orders.
Voor haar optreden in het toneelstuk After Miss Julie (2004), in het Donmar Warehouse, werd ze genomineerd voor een Laurence Olivier Award voor "beste actrice". In 2005 won ze de prijs voor "Beste actrice in een onafhankelijke film" op het filmfestival van Cannes voor haar rol in de film Mrs Henderson Presents (2005). In 2006 kreeg ze zowel van de London Critics Circle als van de Empire Film Awards de prijs voor "beste nieuwkomer".
Reilly is ook bekend door haar rol als Wendy, een Engelse Erasmusstudent, in de film L'Auberge espagnole. In de sequel Les Poupées russes werd Wendy de romantische leidraad. In 2006 werd Reilly voor haar rol in Les Poupées russes genomineerd voor een César voor "Beste actrice in bijrol".
Reilly speelde onder andere mee in de verfilming van een boek van Nicci French, The Safe House en in de verfilming van 2005 van het boek Pride and Prejudice. Van 30 november 2007 tot 23 februari 2008 verscheen ze in de theaterproductie Othello in het Donmar Warehouse, waar ze naast Chiwetel Ejiofor en Ewan McGregor optrad. In 2009 had zij een rol in de film Sherlock Holmes als verloofde van Watson. Ook in het vervolg van 2011 (A Game of Shadows) speelde zij Mary Watson. Vanaf 2010 speelde ze DI Anna Travis in de miniserie Above Suspicion  en verschillende vervolgen daarop.

## Geselecteerde filmografie
| Jaar           | Format        | Titel                              | Personage            |
| -------------- | ------------- | ---------------------------------- | -------------------- |
| 2014           | Film          | Heaven Is for Real                 | Sonja Burpo          |
| 2014           | Film          | Calvary                            | Fiona                |
| 2013           | Film          | Casse-tête chinois                 | Wendy                |
| 2012           | Film          | Flight                             | Nicole               |
| 2011           | Film          | Sherlock Holmes: A Game of Shadows | Mary                 |
| 2010 tot heden | Serie         | Above Suspicion                    | Anna Travis          |
| 2009           | Film          | Sherlock Holmes                    | Mary                 |
| 2008           | Film          | Eden Lake                          | Jenny                |
| 2007           | Theater       | Othello                            | Desdemona            |
| 2007           | televisiefilm | Joe's Palace                       | Charlotte            |
| 2007           | Film          | Puffball                           | Liffey               |
| 2006           | Theater       | Piano/ Forte                       | Louise               |
| 2006           | televisiefilm | A For Andromeda                    | Christine/ Andromeda |
| 2005           | Film          | Mrs Henderson Presents             | Maureen              |
| 2005           | Film          | Pride & Prejudice                  | Miss Bingley         |
| 2005           | Film          | Les Poupées russes                 | Wendy                |
| 2005           | Theater       | Look Back in Anger                 | Alison               |
| 2004           | Film          | The Libertine                      | Jane                 |
| 2004           | Theater       | After Miss Julie                   | Miss Julie           |
| 2003           | Theater       | Sexual Perversity in Chicago       | Deborah              |
| 2002           | Theater       | A Prayer For Owen Meany: On Faith  | Tabitha              |
| 2002           | Film          | L'Auberge espagnole                | Wendy                |
| 2001           | Theater       | Blasted                            | Cate                 |
| 2001           | televisiefilm | Last Orders                        | Jonge Amy            |
| 2000           | Film          | Peaches                            | Cherry               |
| 2000           | Theater       | The Graduate                       | Elaine               |
| 2000           | Radio         | Tomorrow Week                      | Kath                 |
| 1999           | Theater       | Three Sisters                      | Irina                |
| 1998           | Theater       | The London Cuckholds               | Peggy                |
| 1997           | Theater       | Elton John's Glasses               | Amy                  |
| 1997           | Theater       | Pie In The Sky                     | Tina                 |